# Disa ferruginea
Disa ferruginea es una especie fanerógama de orquídea de hábito terrestre.  Es nativa de Sudáfrica.

## Descripción
Es una orquídea de raíces tuberosas vellosas con pocas ramas y tallos sin ramas o vellosidad, con hojas generalmente anuales, la inflorescencia también ramificada, las flores de sépalo dorsal y pétalos oblongos, con la columna prominente y con dos polinias.
Tiene hábitos terrestres con un tamaño pequeño y mediano, prefiere el clima fresco al cálido. Tiene con basal hojas lineales,  laxas caulinares. Florece en una inflorescencia terminal, erecta y corta, con muchas flores y que se producen en el verano.

## Distribución y hábitat
Se encuentra en la Montaña de la Mesa de Sudáfrica en las áreas de arenisca en elevaciones de 750 a 1350 metros.

## Taxonomía
Disa ferruginea fue descrita por  Peter Olof Swartz  y publicado en Kongl. Vetensk. Acad. Handl. 21: 212. 1800.
Etimología
Disa : el nombre de este género es una referencia a  Disa, la heroína de la mitología nórdica hecha por el botánico Carl Peter Thunberg.
ferruginea: epíteto latino de ferrugineus = "color de óxido de hierro.
Sinonimia
- Disa porrecta Ker Gawl.
- Satyrium ferrugineum Thunb.[5]